# ヘンリク・シェンキェヴィチ

紋章

ヘンリク・アダム・アレクサンデル・ピウス・シェンキェーヴィチ（Henryk Adam Aleksander Pius Sienkiewicz ポーランド語: [ˈxɛnrɨk ˈadam alɛˈksandɛr ˈpʲus ɕɛnˈkʲevʲit͡ʂ], 1846年5月5日 - 1916年11月15日）は、ポーランドの小説家。リトフォス（Litwos [ˈlitfɔs]）のペンネームもある。

## 生涯
シェンキェヴィチは、ロシア占領下のポーランド立憲王国のヴォラ・オクシェイスカで裕福な家庭に生まれた。父方の先祖はキリスト教に改宗しシュラフタ（ポーランド貴族）の資格を得たリプカ・タタール人であった。ワルシャワ大学を卒業した後、新聞社に入りアメリカ特派員を務める。愛国心が強かったシェンキェヴィチは、愛国者の勇敢な行為を激賞した歴史小説を著した。新聞連載された彼の小説は当時大きな人気を得、一世紀以上経った現在も高く評価される。
シェンキェヴィチはポーランド語の扱いを心得ており、『三部作（Trylogia）』では登場人物に17世紀に話されたであろう中世ポーランド語（英語: Middle Polish、16世紀〜18世紀）を使用させた。グルンヴァルトの戦いを描いた『北方十字軍の騎士たち（Krzyżacy）』では様々な古ポーランド語（英語: Old Polish、5世紀〜16世紀）の古代表現を使用させた。
ポーランド国内では、17世紀の英雄の活躍を描いた『三部作（Trylogia）』で最もよく知られる。『火と剣とをもって』はフメリニツキーの乱で相まみえる反乱軍のボフダン・フメリニツキーと英雄ヤレーマ・ヴィシュネヴェーツィクィイを、悪役en:Yuri Bohun（イヴァン・ボフーンがモデルとされる。）と主人公en:Jan Skrzetuskiの戦いに投影して描いた。『大洪水時代』では、大洪水時代に実際にあったラジヴィウ家のヤヌシュとボグスワフが北方戦争の相手であるスウェーデン王カール10世グスタフと共謀してポーランド・リトアニア共和国を崩壊させてラジヴィウ家のもとに独立リトアニアとして分離してしまおうとする陰謀を、主人公Andrzej Kmicicが阻止する。
『草原の火』では、リプカ・タタール人によるリプカの反乱を描いた。
『栄光の戦場で』では第二次ウィーン包囲を、『砂漠と野生の中で』ではマフディーの乱を描いた。
一方国外ではローマ皇帝ネロの統治時代を描いた『クォ・ヴァディス（Quo Vadis）』が最も有名である。
1905年に「叙事詩作家としての顕著な功績のために」ノーベル文学賞を受賞した。彼はしばしば『クォ・ヴァディス（Quo Vadis）』でノーベル文学賞を受賞したとされるがそれは誤りである。NobelPrize.org 、"Za co Sienkiewicz dostał Nobla"(ポーランドの新聞記事) 

## エピソード
非常に霊感の強い人物であったことが、以下のエピソードで知れる。1901年7月、シェンキェヴィチが南フランスの避暑地・ビアリッツに滞在中のこと。金髪で金属製のボタンの付いた制服を着た青年が、自分を霊柩車に無理やり引きずり込もうとする悪夢を三晩続けて見た。その不吉な記憶を気にしながら、数日後、クォ・ヴァディスの劇場上演準備のため、パリのリヴォリ街のホテルに宿を取った当日、シェンキェヴィチがエレベーターで自室から１階に下りようとすると、夢で見た通りの制服を着た金髪の青年が、奇怪な笑いを浮かべて手招きしている。シェンキェヴィチは恐怖にかられて急いで階段を駆け下り、読書室に飛び込んだ途端、大きな音と悲鳴が響いた。たった今乗ろうとしたエレベーターが落下し、エレベーター・ボーイの青年を含め、乗っていた客全員が圧死したというもの。これは、典型的な予知夢の一例として記録されている。　

## 脚注

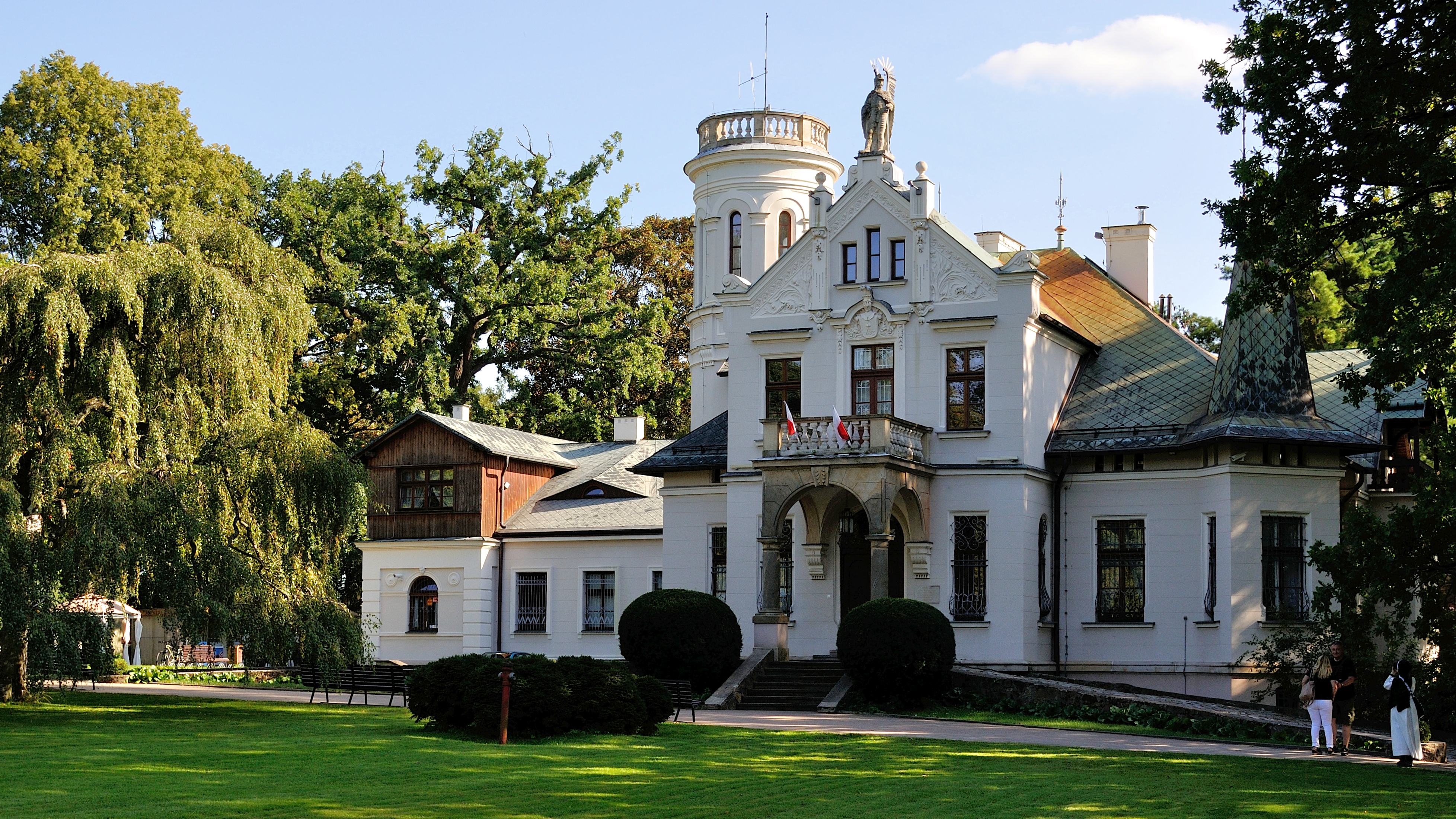
オブレゴレクの邸宅

## 映画

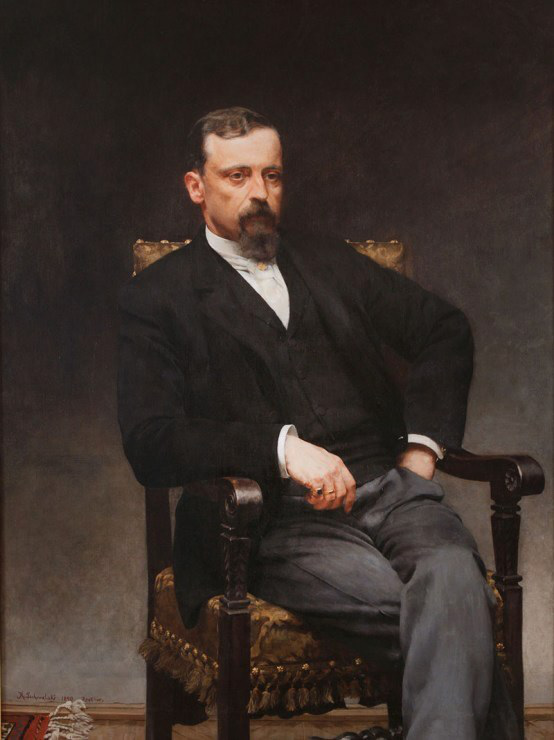
ポチャワルスキによる肖像、1890

- 『音楽家ヤンコ（ポーランド語版）』（Janko Muzykant）は1930年に映画化された。

- 『クォ・ヴァディス』は何度か映画化された。最も有名な作品は1951年のハリウッド映画のヴァージョンである（MGM制作）。

- 『草原の火（英語版）』は、イェジ・ホフマン（英語版）が監督、ダニエル・オルブリフスキがトゥハイ・ベイの息子アズィヤ（英語版）役を務めて映画化『パン・ヴォウォディヨフスキ（ポーランド語版） 』（Pan Wołodyjowski、1968年）された。

- 『大洪水時代（英語版）』は、イェジ・ホフマン（英語版）が監督で映画化『en:The Deluge (film)』（1974年）された。ダニエル・オルブリフスキは、主人公Andrzej Kmicicの役を務めた。

- 『火と剣とをもって（英語版）』は、イェジ・ホフマン（英語版）が監督で映画化『en:With Fire and Sword (film)』（1999年）された。ダニエル・オルブリフスキは、トゥハイ・ベイの役を務めた。

## 主な著作
- 『小三部作』
  - 『老召使い（ポーランド語版）』 - Stary sługa (1875)
  - 『ハニア（ポーランド語版）』 - Hania (1876)
  - 『セリム・ミルザ（ポーランド語版）』 - Selim Mirza (1877)
- 『音楽家ヤンコ（ポーランド語版）』 - Janko Muzykant (1879)
- 『燈台守（ポーランド語版）』 - Latarnik (1881)
- 『三部作（英語版）』 - Trylogia, comprising:
  - 『火と剣（英語版）』 - Ogniem i mieczem (1884)
  - 『大洪水（英語版）』 - Potop (1886)
  - 『パン・ヴォウォディヨフスキ（英語版）』 - Pan Wołodyjowski (1888)
- 『ドグマなし（ポーランド語版）』 - Bez dogmatu (1891)
- 『ポリャネツキー家（ポーランド語版）』 - Rodzina Połanieckich (1894)
- 『クォ・ヴァディス』 - Quo Vadis (1895)
- 『北方十字軍の騎士たち（英語版）』 - Krzyżacy (1900)
- 『栄光の戦場で（英語版）』 - Na Polu Chwały (1906)
- 『砂漠と野生の中で（英語版）』 - W pustyni i w puszczy (1912)